# Eleição municipal de Foz do Iguaçu em 2012
A eleição municipal de Foz do Iguaçu em 2012 ocorreu em 7 de outubro de 2012. O então prefeito era Paulo Mac Donald (PDT). O prefeito eleito foi Reni Pereira (PSB).

## Resultado da eleição para prefeito

### Primeiro turno
| Candidatos a prefeito     | Candidatos a vice-prefeito | Número | Coligação                                                    | Votação | Percentual |
| ------------------------- | -------------------------- | ------ | ------------------------------------------------------------ | ------- | ---------- |
| Reni Pereira PSB          | Ivone Barofaldi PSDB       | 40     | PSB, PSDB, PRB, DEM, PV, PRP, PSC, PSDC, PMN, PRTB, PSL, PTC | 75.289  | 53,55%     |
| Chico Brasileiro PCdoB    | Nanci PDT                  | 65     | PCdoB, PDT, PT, PTB, PMDB, PR, PPS, PSD, PHS, PPL, PTN, PP   | 62.911  | 44,75%     |
| José Elias Aiex Neto PSOL | Professora Juci PSOL       | 50     | PSOL, PCB                                                    | 1.689   | 1,20%      |
| Elvis Gimenes PTdoB       | Anderson Hammers PTdoB     | 70     | PTdoB                                                        | 685     | 0,48%      |